# Mariensztat (jurydyka)

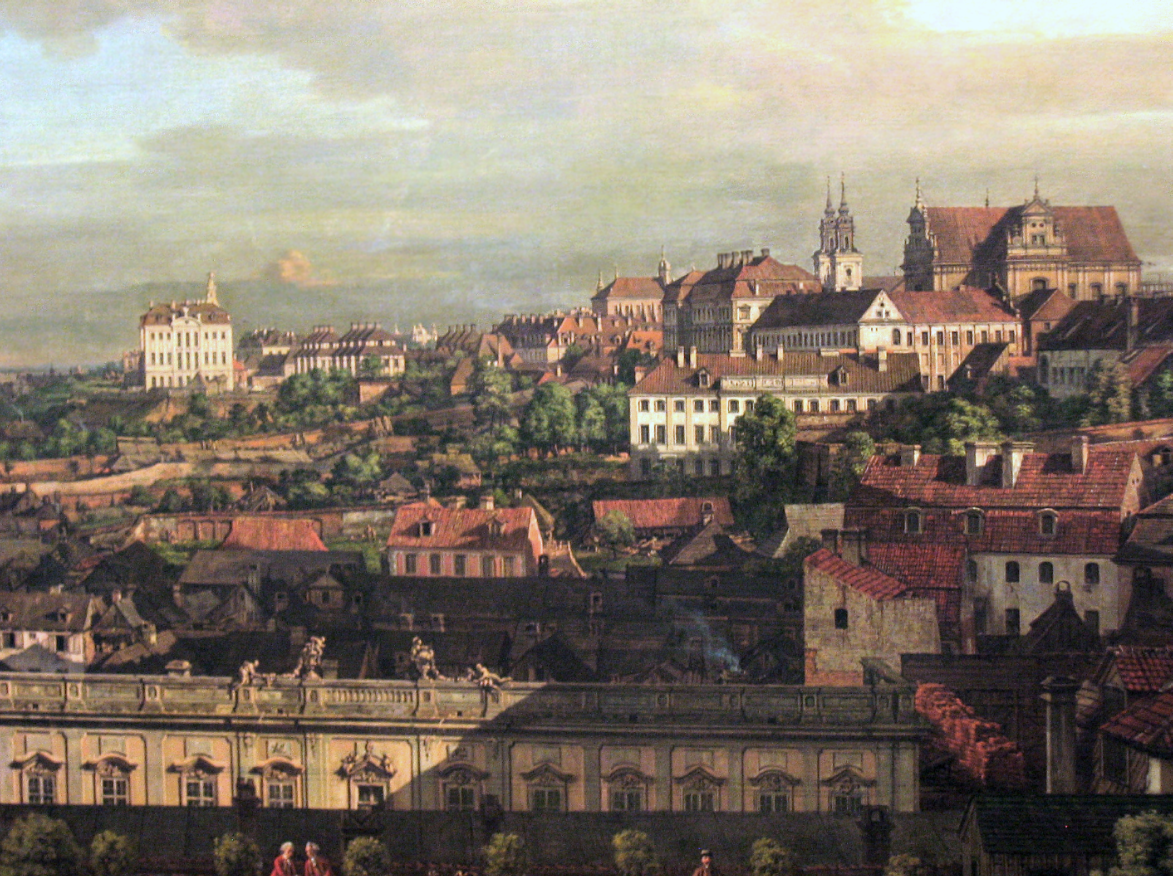
Panorama Warszawy Bernardo Bellotto. Na pierwszym planie zabudowania jurydyki Mariensztat

Mariensztat  (niem. Marienstadt) – jurydyka istniejąca w latach 1762–1784 w sąsiedztwie Starej Warszawy. 

## Opis
Jurydyka została założona 5 listopada 1762 przez właścicieli Eustachego Potockiego i jego żonę Marię z Kątskich Potockiej. Zgodę na to wyraził król August III Sas. Nazwa, od imienia właścicielki, pochodzi z języka niemieckiego (Marienstadt, co oznacza „miasto Marii”). Herbami Mariensztatu były Pilawa Potockich i Brochwicz Kątskich.
Jurydyka powstała pod skarpą wiślaną, na tyłach ogrodów klasztorów bernardynów i bernardynek, na dawnych terenach pozalewowych powstałych dzięki przesunięciu się na wschód koryta Wisły, osuszaniu nadbrzeża i naniesieniu iłów rzecznych. Miała kształt zbliżony do kwadratu, z rynkiem pośrodku. Zabudowa, w większości drewniana, powstała przed założeniem jurydyki; na 56 posesjach znajdowało się ok. 100 budynków. Na osiem ulic wybrukowane zostały cztery.
Magistrat Mariensztatu składał się z burmistrza i czterech ławników. Mieszkańcy mogli zajmować się handlem, rzemiosłem i wyszynkiem oraz urządzać trzy jarmarki rocznie. Mariensztat był ważnym ośrodkiem handlu produktami spożywczymi dostarczanymi rzeką oraz rzemiosła. Na jurydykę oddziaływało sąsiedztwo Zamku Królewskiego, który był głównym odbiorcą wytwarzanych w niej produktów oraz pracy świadczonej przez jej mieszkańców.
W 1770 na terenie jurydyki znajdowało się 105 dworków i 9 kamienic.
Potoccy sprzedali Mariensztat Janowi i Helenie z Kwiecińskich Szanowskim, a w 1780 kolejnym właścicielem został Stanisław August Poniatowski, który nadał mu prawa miejskie. W kwietniu 1784 król, w zamian za część miejskich gruntów na Solcu, przekazał magistratowi Starej Warszawy Mariensztat i pobliską jurydykę Stanisławów. W ten sposób obydwie jurydyki przestały istnieć. Stanisław August Poniatowski wydzielił jednak przed tą transakcją część nieruchomości wraz z pałacem Pod Blachą i przekazał ją później bratankowi Józefowi Poniatowskiemu.
Współcześnie w miejscu jurydyki znajduje się osiedle Mariensztat.